# Shuhei Yomoda
Shuhei Yomoda (født 14. marts 1973) er en tidligere japansk fodboldspiller og træner.
Han har tidligere trænet Hokkaido Consadole Sapporo.